# Tool
«Tool» (укр. інструмент) — американський рок-гурт, створений у 1990 році в Лос-Анджелесі, Каліфорнія. Гурт складають Адам Джонс (гітара), Денні Кері (барабани), Джастін Ченселлор (бас), Мейнард Кінен Джеймс (вокаліст). Tool отримали три Греммі, здійснили кілька світових турне та створили альбоми, що посіли перші місця в чартах декількох країн.

## Історія гурту

### Ранні роки (1988—1992)
В 1980-х кожний з майбутніх членів Tool переїхав до Лос-Анджелеса. І Пол д'Амур і Адам Джонс хотіли спробувати себе в кіноіндустрії, у той час, як Мейнард Джеймс Кінан знайшов собі роботу дизайнера зоомагазинів, після того, як закінчив курс образотворчих мистецтв у Мічигані. Денні Кері був барабанщиком в гуртах Wild Blue Yonder, Green Jellÿ, Pigmy Love Circus, а також виступав разом з Керол Кінг.
Кінан та Джонс познайомилися один з одним 1989 року. Коли Кінан включив Джонсу касетний запис свого попереднього проєкту, Джонс був настільки вражений його голосом, що в підсумку умовив Мейнарда на створення їх власного гурту. Удвох вони проводили джем-сесії та шукали барабанщика та бас-гітариста для гурту. Денні Кері, як виявилося, жив вище Кінана і був представлений Джонсу Томом Морелло — його старим другом з середньої школи і, до того ж колишнім учасником гурту Electric Sheep, де також раніше грав сам Джонс. Керрі почав грати на їх сесіях з жалю до них, оскільки інші запрошені музиканти просто не приходили. Остаточний склад Tool був сформований, коли друг Джонса представив їм басиста Пола д'Амура. Музиканти вигадали історію про те, що псевдонаука під назвою «Лакрімологія» не лише послужила створенню гурту, а й розглядалася «джерелом натхнення» для її назви. Попри це, Кінан пізніше пояснив його по-іншому: «Tool — це саме те, що мається на увазі: це — великий член. Це — гайковий ключ… ми —… ваш інструмент; використовуйте нас, як каталізатор, незалежно від того, що ви шукаєте або чого намагаєтеся досягти».
Після майже двох років практики та виступів, що проходили переважно, в районах Лос-Анджелеса, гурт звернувся до звукозаписних компаній, і в кінцевому підсумку уклав контракт з лейблом Zoo Entertainment. У березні 1992 року Zoo опублікував перше творіння гурту — міні-альбом Opiate. Сам альбом був охарактеризований гуртом як «ударний та вибуховий» з шістьма найтяжчими за звучанням піснями, написаними ними на той момент, і містив два сингли «Hush» і «Opiate». Перший відеокліп гурту на пісню «Hush» наочно показав ставлення музикантів до організації Parents Music Resource Center та її пропагування цензури музики, оскільки у ньому учасники гурту знялися оголеними, з заклеєними ротами та стікерами Parental Advisory, прикривають їх геніталії. Гастрольні виступи Tool з такими гуртами як Fishbone, Rage Against the Machine і Rollins Band допомогли відточити «живе» виконання музики, і придбали позитивні відгуки від Дженісс Джарзи з RIP Magazine, яка назвала появу Tool у вересні 1992 року «галасливим та хорошим початком».

## Дискографія

### Альбоми
- 1993 :: Undertow
- 1996 :: Ænima
- 2001 :: Lateralus
- 2006 :: 10,000 Days
- 2019 :: Fear Inoculum

### Міні-альбоми
- 1991 :: 72826
- 1992 :: Opiate

### Бокс-сет
- 2000 :: Salival

### Сингли
- Prison Sex (1993)
- Prison Sex (1994)
- Sober (1994)
- Sober — Tales from the dark side (1994)
- Schism (2002)
- Vicarious (2007)